# ويليام جاكوب باير
ويليام جاكوب باير (بالإنجليزية: William Jacob Baer)‏ هو رسام أمريكي، ولد في 29 يناير 1860 في سينسيناتي في الولايات المتحدة، وتوفي في 21 سبتمبر 1941.